# Die Bou van 'n Nasie
Die Bou van 'n Nasie is een Zuid-Afrikaanse filmepos uit 1938. De film vertelt de (grotendeels Europese) geschiedenis van Zuid-Afrika van de ontdekking door Bartolomeu Dias tot aan de Tweede Boerenoorlog.
De film werd gemaakt ter gelegenheid van de 100ste verjaardag van de Grote Trek. De toon van de film is overwegend nationalistisch ten gunste van de Afrikaners en kan gezien worden als propagandafilm.

## Samenvatting

### Kaapkolonie
De film begint met de landing van Bartolomeu Dias bij de Kaap de Goede Hoop, waarna de eerste contacten tussen de Europeanen en de Khoikhoi (in de film Hottentotten genoemd) plaatsvinden. Hierna volgt de landing van Jan van Riebeeck in 1652 die de Nederlandse vlag op de Kaap plant. Het contact tussen de Nederlanders en de Khoikhoi is aanvankelijk goed, totdat de Khoikhoi een jonge Nederlandse herder neerschieten en zijn vee stelen.
De Kaapkolonie is welvarend. Onder leiding van Simon van der Stel trekken de kolonisten verder naar het binnenland en wordt de stad Stellenbosch gesticht. Meer kolonisten arriveren wanneer de hugenoten uit Frankrijk worden verdreven.

### Grote Trek
Nadat het Verenigd Koninkrijk de Kaapkolonie overneemt vertrekken de Nederlanders (ondertussen Afrikaners of Boeren geworden) naar het oosten in de Grote Trek, onder leiding van Piet Retief.
Een christelijke missionaris probeert de Zoeloekoning Dingane te bekeren, maar hij gelooft in een andere god: zichzelf. Hierna overvalt en verbrandt een leger Zoeloes het huis van een Boerenfamilie. Bij de begrafenis spreekt Retief over de noodzaak van de Trek en het stichtten van een Boerenstaat.
Dingane en Retief hebben een ontmoeting en hun onderhandelingen om land te kopen van de Zoeloes lijken succesvol te zijn. Retief wordt gewaarschuwd voor verraad, maar hij gelooft in de vriendelijkheid van Dingane en gaat met zijn afgezanten naar de Zoeloehoofdstad toe om de laatste zaken af te ronden. Nadat Dingane het contract met Retief tekent dansen de onbewapende Zoeloes voor hun gasten, maar onder het zand blijken speren verborgen te zijn. Hierop laat Dingane Retief en zijn afgezanten vermoorden. In de nacht sluipen de Zoeloes naar Bloukrans en worden nog meer Voortrekkers afgeslacht.
De overlevende Voortrekkers overwegen even terug te gaan naar de Kaap, maar besluiten door te gaan. Hierna volgt de Slag bij Bloedrivier, waarbij Sarel Cilliers de gelofte aan God aflegt. De Zoeloes worden overweldigend verslagen door de Boeren, waarmee het Zoeloe-hoofdstuk wordt afgesloten.

### Boerenrepublieken
Andries Pretorius leidt de Boeren uiteindelijk naar "vrijheid en vrede", en de twee Boerenrepublieken Transvaal en Oranje Vrijstaat worden gesticht. Een Boer ziet een groep kinderen knikkeren met een vreemde steen: de Eurekadiamant. Later wordt er bij Witwatersrand ook nog goud gevonden.
De diamant- en goudmijnen maken wereldnieuws van Transvaal, maar wekken ook de interesse van de Britse zakenman Cecil Rhodes op, die de republiek graag in Britse handen zou willen zien. Staatspresident Paul Kruger van Transvaal ziet een gevaar in de komst van uitlanders, buitenlandse mijnwerkers in Transvaal, die de onafhankelijkheid van zijn volk in gevaar brengen. Dit leidt tot een conflict met het Britse rijk.
Staatspresident Marthinus Theunis Steyn van Oranje Vrijstaat nodigt Kruger en de Britse vertegenwoordiger Alfred Milner uit voor onderhandelingen bij de Conferentie van Bloemfontein, maar deze lopen stuk. Hierna breekt de Tweede Boerenoorlog uit, die verloren wordt door de Boeren. Het Verdrag van Vereeniging wordt getekend en de Boeren verliezen uiteindelijk toch hun onafhankelijkheid met de Unie van Zuid-Afrika.

## Inhoud
Die Bou van 'n Nasie is een filmepos die meer dan vierhonderd jaar aan Zuid-Afrikaanse geschiedenis vertelt met een groot aantal acteurs; zowel Afrikaners, Khoikhoi als Zoeloes. De grootste nadruk ligt op de Grote Trek en de conflicten met de Zoeloes die daarop volgden. Hoewel de historiciteit van de film vrij accuraat is zit er propaganda verscholen waarmee de Afrikaner bevolking in een beter daglicht wordt gezet dan de inheemse Afrikaanse stammen.

### Racisme
De film is gemaakt vanuit het tijdsbeeld van 1938 en bevat daarom delen die tegenwoordig als racistisch beschouwd zullen worden. De Khoikhoi worden dan ook beschreven als "primitieve barbaren", "achterlijke natuurschepsels" en "kaffers". Vooral de Zoeloes en Dingane worden afgebeeld als bloeddorstige barbaren.
De verteller ontkent in een scène dat slaven in de Kaapkolonie het slecht hadden; vanwege hun "onbekommerde natuur" werken ze zingend en dansend voor hun Nederlandse meester.
Ondertussen worden de Nederlanders en Afrikaners afgebeeld als beschaafd, rechtvaardig en hardwerkend; vroom religieus met een liefdevolle familie.

### Dierenmishandeling
In een scène worden pinguïns door kolonisten met geweld uit hun kuilen gehaald waarop hun eieren gestolen worden.